# 제1군단 (베트남 공화국)

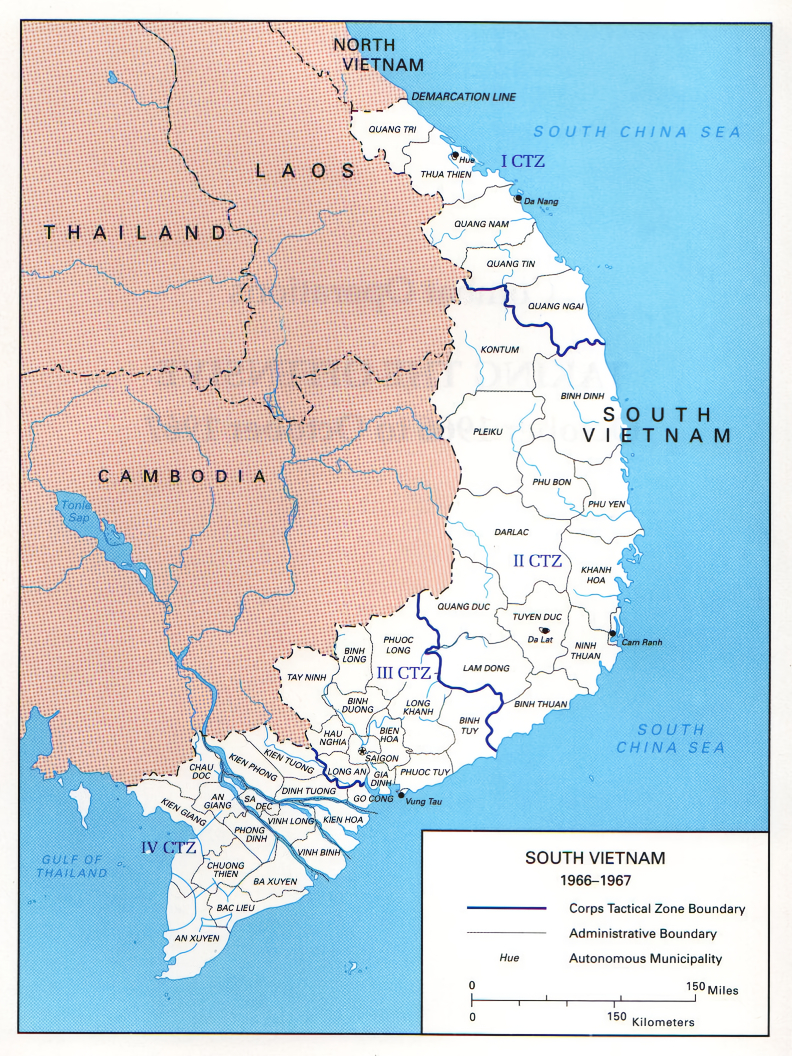
베트남 공화국의 군단 위치가 표시된 지도

제1군단(베트남어: Quân đoàn I)은 베트남 공화국 육군에 소속된 4개의 군단 중 하나로 꽝찌성부터 꽝응아이성까지 북부의 최전방을 맡았던 사단이다. 베트남 전쟁 기간 주요 참여 작전으로는 부활절 공세, 1975년 봄 작전 등이 있다.

## 소속 사단

제1사단
제2사단
제3사단